# 宮崎富夫
宮崎 富夫（みやざき とみお、1977年（昭和52年）9月16日 - ）は、日本の実業家。ティラド代表取締役 CEO 兼 COO 社長執行役員。陣屋グループオーナー。従叔父はアニメ監督の宮崎駿。

## 経歴
神奈川県出身。東洋ラジエーター（現：ティラド）元社長・宮崎総一郎の長男として生まれる。祖父は宮崎航空工業元社長の二代目宮崎富次郎。曽祖父は宮崎製作所元社長の初代宮崎富次郎。
慶應義塾大学大学院理工学部修士課程修了。本田技術研究所にて7年間次世代燃料電池の開発に携わる。2009年、陣屋の代表取締役社長就任。2012年、陣屋コネクトを設立。2018年、ティラド代表取締役 COO 社長執行役員を経て、2022年、同代表取締役 CEO 兼 COO 社長執行役員に就任。

## 略歴
- 2002年4月　　     本田技研工業株式会社 入社
- 2002年8月　　　  株式会社本田技術研究所 和光基礎技術研究センター 入社
- 2009年10月　　   株式会社陣屋 入社 代表取締役社長
- 2012年4月　　　  株式会社陣屋コネクト 設立 代表取締役CEO
- 2014年6月　　　  株式会社ティラド 社外取締役
- 2017年6月　　　  株式会社ティラド 取締役 経営企画担当
- 2018年4月　　　  株式会社ティラドコネクト 設立 取締役
- 2018年6月　　　  株式会社ティラド 代表取締役 COO社長執行役員
- 2019年3月　　　  株式会社ティラドコネクト 代表取締役社長(現任）
- 2022年6月　　　  株式会社ティラド 代表取締役 CEO 兼 COO 社長執行役員(現任)
- 2023年11月　　　株式会社陣屋コネクト 取締役オーナー(現任)